# Ulrika Eriksson
Ulrika Eriksson, född 12 juli 1973 i Stockholm, är en svensk fotomodell och programledare. Hon är sambo med artisten Peter Svensson i The Cardigans och de har en son och en dotter. 
Eriksson växte upp i Bromma. Hon har arbetat för MTV, TV3 (Silikon) och TV4 (Spårlöst, Äntligen trädgård, Rampfeber och Nyhetsmorgon).
Eriksson var värd för Grammisgalan 2006. Det var även tänkt att hon 2002 skulle leda United Stars of Europe.